# Choretrum spicatum
Choretrum spicatum är en tvåhjärtbladig växtart. Choretrum spicatum ingår i släktet Choretrum och familjen Amphorogynaceae.

## Underarter
Arten delas in i följande underarter:
- C. s. continentale
- C. s. spicatum